# China está cerca
China está cerca (en italiano, La Cina è vicina) es una película italiana dirigida en 1967 por Marco Bellocchio y protagonizada por Glauco Mauri, Elda Tattoli, Paolo Graziosi y Daniela Surina .

## Argumento
Gordini Malvezzi es una familia de la nobleza Romagna. El núcleo familiar está compuesto por los hermanos Elena, Vittorio y Camillo. La condesa Elena es una mujer atractiva de mediana edad que hace el papel de matriarca y se entrega a las relaciones sexuales con hombres comunes de la ciudad, pero evita una relación formal, porque teme que solo estén detrás de ella por su dinero. El conde Vittorio es un profesor secular que ha realizado infructuosos esfuerzos para iniciar una carrera política. Por otro lado, Camillo es un estudiante de seminario de diecisiete años que está en constante lucha con su origen aristocrático y su educación católica y encuentra una revuelta simbólica en la adopción de una línea política maoísta de línea dura.
Vittorio está enamorado de su secretaria contable Giovanna pero, aunque simpatiza con él, le repele la actitud mansa e impotente de Vittorio, rechaza sus avances y mantiene una relación con Carlo, el joven y ambicioso contable que también resulta ser el tesorero de la rama local del Partido Socialista Unificado. Carlo hace un plan para casarse con la nobleza terrateniente rica a través de Elena y el partido ofrece a Vittorio una candidatura para las elecciones de la administración local. Cuando Vittorio finalmente abandona su apoyo moderado a la "organización" de Camillo por el bien de su candidatura socialista, Camillo comienza a apuntar subversivamente a la campaña de su hermano.

## Reparto
- Glauco Mauri: Vittorio
- Elda Tattoli: Elena
- Paolo Graziosi: Carlo
- Daniela Surina: Giovanna
- Pierluigi Aprà: Camillo
- Alessandro Haber: Rospo
- Claudio Trionfi: Giacomo
- Laura De Marchi: Clotilde
- Claudio Cassinelli: Furio

## Premios y distinciones
Festival Internacional de Cine de Venecia
| Año  | Categoría              | Resultado |
| ---- | ---------------------- | --------- |
| 1967 | Gran Premio del Jurado | Ganador   |

## Reacción de la crítica
La película fue muy bien acogida por Pauline Kael en The New Yorker en el momento de su estreno: "China Is Near tiene las complicaciones de tocador de una ópera cómica clásica... Bellochio utiliza el lado más bajo de la vida familiar para el horror y el humor. Sus personajes son tan horribles que resultan graciosos... [Bellochio]... sólo tiene veintiocho años -quizás sólo un director muy joven puede centrarse en gente tan desgarbada y mezquina con tanto placer... probablemente exhibe la técnica de dirección más fluida desde Max Ophuls". La película fue seleccionada como candidata italiana a la mejor película de habla no inglesa en la 40.ª edición de los premios de la Academia, pero no fue aceptada como candidata.